# Ringer-Weltmeisterschaften 1973
Die Ringer-Weltmeisterschaften 1973 fanden vom 6. bis zum 14. September 1973 in Teheran statt. Es wurde sowohl im griechisch-römischen als auch im freien Stil gerungen. Die Ringer wurden in jeweils zehn Gewichtsklassen unterteilt.

## Griechisch-römisch
Die Wettkämpfe im griechisch-römischen Stil fanden vom 11. bis zum 14. September 1973 statt.

### Medaillengewinner
| Klasse  | Gold                   | Silber                | Bronze               |
| ------- | ---------------------- | --------------------- | -------------------- |
| -48 kg  | Wladimir Subkow        | Ryszard Świerad       | Ferenc Seres         |
| -52 kg  | Nicu Gângă             | Jan Michalik          | Rahim Aliabadi       |
| -57 kg  | Józef Lipień           | Rustem Kasakow        | Christo Traikow      |
| -62 kg  | Kazimierz Lipień       | Anatoli Kawkajew      | László Réczi         |
| -68 kg  | Schamil Chissamutdinow | Sreten Damjanović     | Heinz-Helmut Wehling |
| -74 kg  | Iwan Kolew             | Jan Karlsson          | Klaus-Peter Göpfert  |
| -82 kg  | Leonid Liberman        | Milan Nenadić         | Miroslav Janota      |
| -90 kg  | Waleri Resanzew        | Czesław Kwieciński    | Stojan Nikolow       |
| -100 kg | Nikolai Balboschin     | Kamen Losanow Goranow | Andrzej Skrzydlewski |
| +100 kg | Alexandar Tomow        | Petr Kment            | Schoto Morschiladse  |

### Medaillenspiegel
| Rang | Land                            | Gold | Silber | Bronze |
| ---- | ------------------------------- | ---- | ------ | ------ |
| 1    | Sowjetunion                     | 5    | 2      | 1      |
| 2    | Polen                           | 2    | 3      | 1      |
| 3    | Bulgarien                       | 2    | 1      | 2      |
| 4    | Rumänien                        | 1    | 0      | 0      |
| 5    | Jugoslawien                     | 0    | 2      | 0      |
| 6    | Tschechoslowakei                | 0    | 1      | 1      |
| 7    | Schweden                        | 0    | 1      | 0      |
| 8    | Deutsche Demokratische Republik | 0    | 0      | 2      |
|      | Ungarn                          | 0    | 0      | 2      |
| 10   | Iran                            | 0    | 0      | 1      |

## Freistil
Die Wettkämpfe im Freistil fanden vom 6. bis zum 9. September 1973 statt. Die Sowjetunion konnte in allen 10 Wettbewerben Athleten auf dem Podest feiern.

### Medaillengewinner
| Klasse  | Gold               | Silber              | Bronze                 |
| ------- | ------------------ | ------------------- | ---------------------- |
| -48 kg  | Roman Dmitriew     | Hassan Issaev       | Orchirdolgor Enhtaivan |
| -52 kg  | Ibrahim Javadi     | Arsen Alachwerdijew | Yūji Takada            |
| -57 kg  | Mohsen Farahvashi  | Migid Choilogdorj   | Wladimir Jumin         |
| -62 kg  | Sagalaw Abdulbekow | Karl-Heinz Stahr    | Mohammadreza Navaei    |
| -68 kg  | Lloyd Keaser       | Nasrula Nasrualajew | János Kocsis           |
| -74 kg  | Mansour Barzegar   | Ruslan Aschuralijew | Jan Karlsson           |
| -82 kg  | Wassil Sjulschyn   | Vasile Iorga        | Ismail Abilow          |
| -90 kg  | Lewan Tediaschwili | Horst Stottmeister  | Benjamin Peterson      |
| -100 kg | Iwan Jarygin       | József Csatári      | Dimitar Nekov          |
| +100 kg | Soslan Andijew     | Bojan Boew          | Ladislau Șimon         |

### Medaillenspiegel
| Rang | Land                            | Gold | Silber | Bronze |
| ---- | ------------------------------- | ---- | ------ | ------ |
| 1    | Sowjetunion                     | 6    | 3      | 1      |
| 2    | Iran                            | 3    | 0      | 1      |
| 3    | Vereinigte Staaten              | 1    | 0      | 1      |
| 4    | Bulgarien                       | 0    | 2      | 2      |
| 5    | Deutsche Demokratische Republik | 0    | 2      | 0      |
| 6    | Mongolei                        | 0    | 1      | 1      |
|      | Rumänien                        | 0    | 1      | 1      |
|      | Ungarn                          | 0    | 1      | 1      |
| 9    | Japan                           | 0    | 0      | 1      |
|      | Schweden                        | 0    | 0      | 1      |